# 저메인 다이
저메인 트레블 다이(Jermaine Trevell Dye, 1974년 1월 28일 ~ )는 우익수로 활약한 미국의 전 프로 야구 선수이다. 캘리포니아주 오클랜드에서 태어나 자라온 다이는 배커빌에 있는 윌 C. 우드 고등학교에서 다수의 스포츠 스타였다.  그는 새크라멘토에 있는 콘섬네스 리버 칼리지에서 수학하여 자신이 플레이오프들로 도달한 팀에 우익수를 맡았다.  다이는 메이저 리그 베이스볼에서 애틀랜타 브레이브스 (1996), 캔자스시티 로열스 (1997 ~ 2001), 오클랜드 애슬레틱스 (2001 ~ 04)와 시카고 화이트삭스 (2005 ~ 09)를 위하여 활약하였다.  그는 2005년 화이트삭스와 함께 월드 시리즈 MVP 상을 수상하였다.  그는 우투우타였으며, 자신의 전성기에 힘을 위하여 타구하는 데 자신의 능력과 자신의 강력한 투구하는 팔로 알려졌다.

## 프로 경력

### 애틀랜타 브레이브스
1993년 아마추어 드래프트의 17번째 라운드에서 애틀랜타 브레이브스에 의하여 선발되었다.  1996년 다이는 브레이브스와 자신의 메이저 리그 데뷔를 하여 자신의 첫 메이저 리그 타석에서 홈런을 쳤다.  그는 마이클 터커와 키스 록하트를 브레이브스로 데려온 일괄거래에서 1997년 오프시즌 동안 캔자스시티 로열스로 이적되었다.

### 캔자스시티 로열스
3월 27일 그는 로열스로 이적되었다.  1999년 다이는 로열스를 위하여 158개의 경기에서 활약하여 26개의 홈런을 쳤다.  그는 자신이 타구에 온 후, 팬들이 자주 "Dye - no - mite"라고 부르면서 당시 더욱 잘 이어진 로열스 선수들 중의 하나였다.  다음해 그는 아메리칸 리그의 올스타 팀으로 이루었다.  2001년 로열스가 네이피 페레스를 받은 3개의 방향의 거래의 일부로서 오클랜드 애슬레틱스로 이적되었다.

### 오클랜드 애슬레틱스
저메인은 후에 리키 헨더슨을 위하여 영구 결번이 될 등번호 24 셔츠를 입었다.  애슬레틱스와 함께 한 동안 그는 .252 점을 타구하였다.  2001년 10월 아메리칸 리그 디비전 시리즈가 열리는 동안 다이는 자신이 왼쪽 무릎에 공을 파울로 할 때 자신의 다리가 부러졌다.

### 시카고 화이트삭스
2005년 시즌에 대비하여 다이는 2007년을 위한 선택과 함께 2년, 10.15 백만 달러의 자유 계약 선수로 시카고 화이트삭스에 의하여 계약이 맺어졌다.
그해 그는 1루수와 유격수에 출연을 포함하여 자신의 부상 이래 145개의 경기를 활약하였다.  그는 활약한 정규 시즌에서 31개의 홈런, .512 장타율과 11개의 도루와 함께 .274 점을 타구하였고, 하나의 홈런과 3개의 타점과 함께 .438 점을 타구하여 월드 시리즈의 MVP로 임명되었다.  휴스턴 애스트로스의 최종회 브래드 리지에 그의 1루타는 화이트삭스의 1 대 0의 4번째 경기 승리에서 결정적 득점을 마련하여 시리즈의 휩씀을 결말지었다.

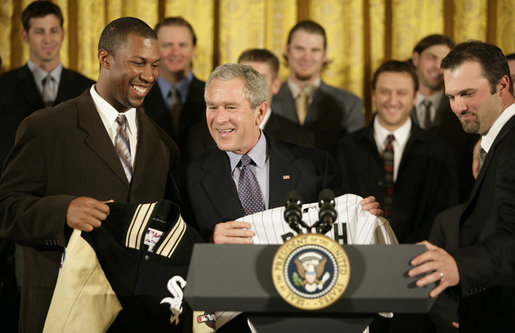
2005년 월드 시리즈 우승 후, 백악관에서 조지 W. 부시 대통령과 함께

2006년은 그의 최고 공격적 시즌으로 증명하였으며, 그는 44개의 홈런과 함께 리그에서 2위를 하였고, .622의 장타율에서 3위, 120개와 타점에서 5위와 아메리칸 리그 MVP 투표에서 5위를 하였다.  5월 14일 어머니의 날 다이는 유방암 재단이 이익을 얻는 데 분홍색 배트를 휘두른 50명 이상의 타자들 중의 하나였다.  다이는 .318 점을 타구하고, 25개의 홈런을 치고 .645의 장타율을 가진 맹렬한 전반 후, 자신의 경력에서 2번째로 아메리칸 리그 올스타로 선발되었다.  다이는 자신의 공격적인 상연으로 실버 슬러거 상을 수상하였다.
10월 30일 화이트삭스는 다이의 2007년 시즌을 위한 자신들의 6.75 백만 달러 선택을 실행하였다.
많은 화이트삭스의 다른 타자들과 더불어 다이는 자신이 하나의 홈런과 .203 점 만을 타구한 냉담한 6월을 포함하여 2007년의 전반에서 분투하였다.  그는 후반 경에 자신의 경기를 회전하여 .298 점을 타구하고 20개의 2루타와 16개의 홈런을 쳤으며, .254/.317/.486 점의 타구 정렬과 함께 끝냈다.  그는 8월 2년 연장 계약으로 맺어졌다.
그는 디비전 챔피언 화이트삭스를 위하여 2008년에 형성하러 돌아와 77개의 장타와 아메리칸 리그에서 2위를 하고, 전체 34개의 홈런과 함께 .292 점을 타구하였다.  다이는 아메리칸 리그 올스타 명부에 마지막 지위를 위한 결승 투표에서 탬파베이 레이스의 에반 롱고리아에 밀려 2위를 하였다.
2009년 11월 6일 다이의 1천 2백만 달러의 상호 선택은 9십 5만 달러를 위하여 매입되어 그를 자유 계약 선수로 만들었다.
2011년 3월 31일 다이는 자신의 은퇴를 공고하였다.